# 최유건
최유건(崔瑜虔, 개명 전 이름 최종인(崔鍾仁), 1988년 8월 2일 ~ )은 KBO 리그 전 넥센 히어로즈의 투수이다. 2012년 1월 개명 신청을 하여, 두 달 뒤 개명되었다.

## 출신학교
- 화곡초등학교
- 덕수중학교
- 덕수정보산업고등학교